# Anthobothrium lesteri
Espèce
Anthobothrium lesteri est une espèce de cestodes. C'est un parasite que l'on rencontre chez des espèces de poissons, notamment des requins du genre Carcharhinus.

## Publication originale
- (en) H. H. Williams, M. D. B. Burt et J. N. Caira, « Anthobothrium lesteri n. sp. (Cestoda: Tetraphyllidea) in Carcharhinus melanopterus from Heron Island, Australia, with comments on its site, mode of attachment, reproductive strategy and membership of the genus », Systematic Parasitology, Springer Science+Business Media, vol. 59, no 3,‎ 1er novembre 2004, p. 211-221 (ISSN 0165-5752 et 1573-5192, OCLC 41978964, PMID 15542950, DOI 10.1023/B:SYPA.0000048100.77351.9F, lire en ligne).